# Проктер, Эрнест
Эрнест Проктер (англ. Ernest Procter, род. 1886 г. Тайнмут — ум. 1935 г. Норт Шильдс, Великобритания) — английский художник, дизайнер и иллюстратор. Член британской Королевской академии художеств (с 1921 года).

## Жизнь и творчество
Э. Проктер родился на севере Англии, в семье квакеров. Его отец, Генри Ричардсон Проктер, был профессором Лидского университета, учёным-химиком. Среднее образование Эрнест получил в квакерской школе в Йорке, затем в 1907—1910 он учится живописи в школе Форбса в Ньюлине, в Корнуолле. Здесь молодой художник знакомится с Ньюлинской школой живописи, приверженцем которой он оставался и в дальнейшем. В школе Форбса Проктер пишет статьи в студенческой газете The Paper Chase в 1908—1909 годах, здесь же он знакомится со своей будущей женой Дорис Шоу, также ставшей художником. В 1910—1911 годах Проктер живёт в Париже, где занимается в художественной Академии Коларосси; здесь же тогда учится и Дорис. Во Франции Эрнест подпадает под влияние импрессионизма и пост-импрессионизма, в Париже он и Дорис знакомятся с П.Сезанном и П.-О.Ренуаром. В 1912 году Эрнест и Дорис венчаются в парижской церкви Сен-Венсенн-де Поль, в Париже у них рождается сын Вильям.
Во время Первой мировой войны, с апреля 1916 и по февраль 1919 года, Э. Проктер служит при госпитале квакерской Friends' Ambulance Unit (Санитарная служба Друзей) в Дюнкерке. Затем они с женой уезжают Ньюлин, Проктер становится членом Ньюлинского общества живописцев. В последующие годы он, совместно с художником Гарольдом Гарви, открывает школу живописи Проктер-Гарви (1920). Работы Э.Проктера — это пейзажи, натюрморты, а также жанровые сценки акварелью или масляными красками; писал также портреты, занимался иллюстрированием книг. В 1919 и 1920 году он и его супруга входили в комиссию по оформлению дворца Кокайн в Рангуне, Бирма. В 1934 году художник назначается директором студии дизайна в школе изящных искусств в Глазго. C 1925 года — член Международного общества скульптором, живописцев и графиков.
Работы Э.Проктера хранятся в галерее Тейт, в Имперском военном музее, художественных музеях Лидса, Ньюкасла, Аделаиды и др.

## Галерея

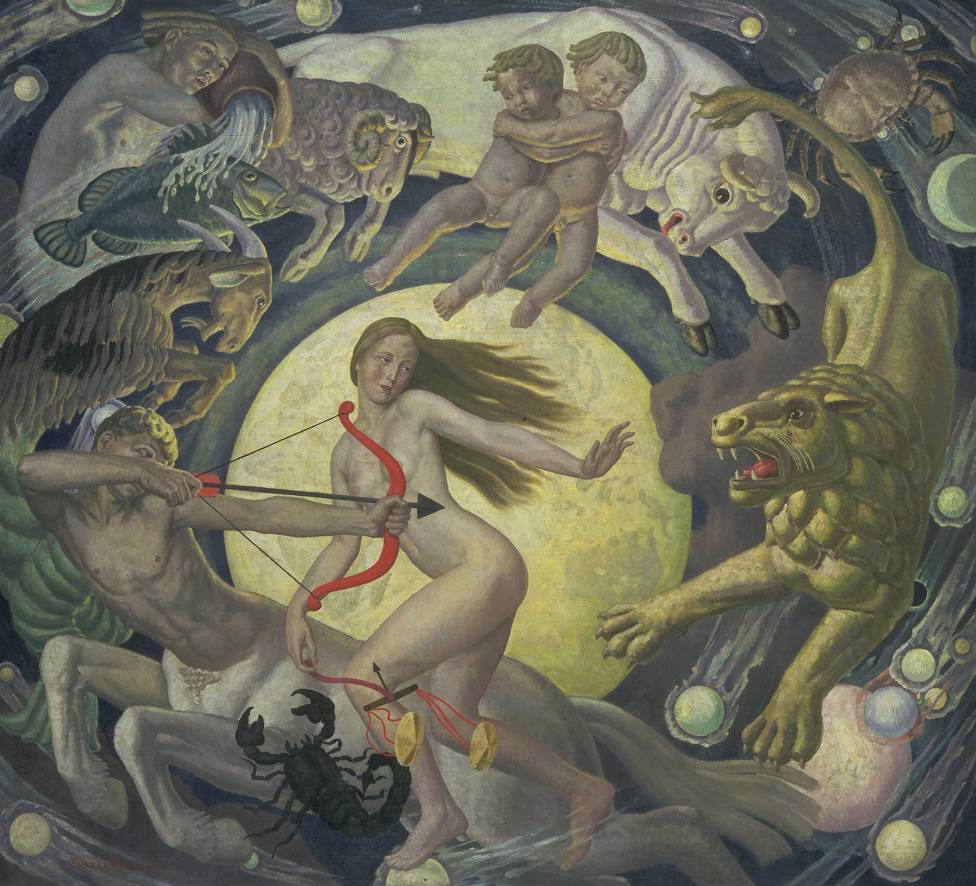
Зодиак, 1925,
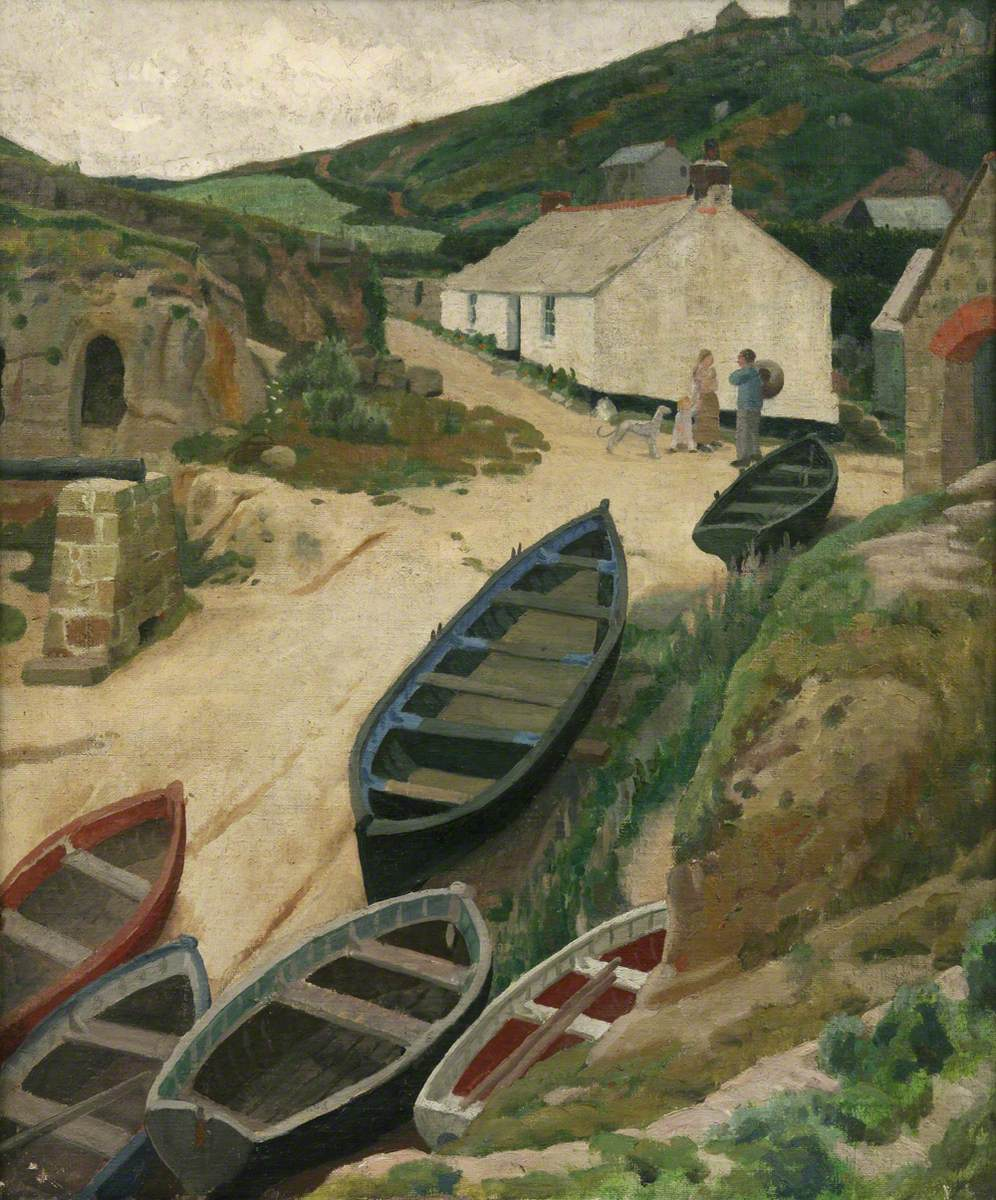
Портгварра
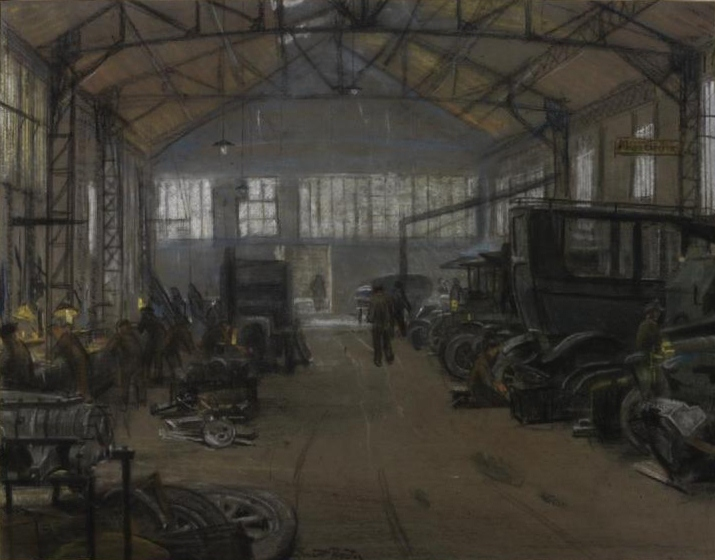
Интерьер гаража в Булони
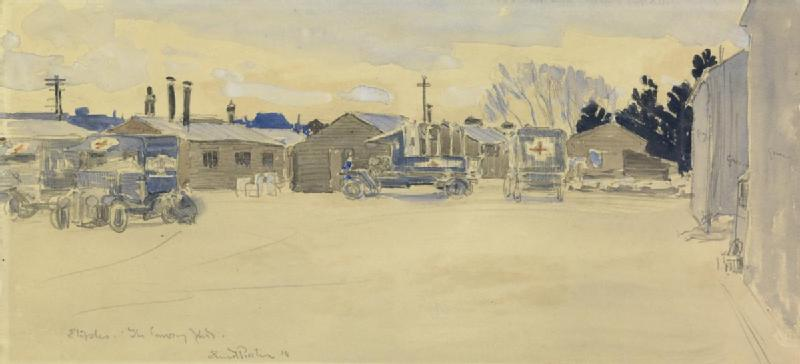
Этапль, госпитальный двор

## Дополнения
- Ernest Procter работы